# Condado de Randolph (Georgia)
El condado de Randolph (en inglés: Randolph County), fundado en 1828, es uno de 159 condados del estado estadounidense de Georgia. En el año 2000, el condado tenía una población de 7791 habitantes y una densidad poblacional de 7 personas por km². La sede del condado es Cuthbert. El condado recibe su nombre en honor a William Randolph.

## Geografía
Según la Oficina del Censo, el condado tiene un área total de 1116 km² (430,9 mi²), de la cual 1111 km² (429 mi²) es tierra y 5 km² (1,9 mi²) (0.38%) es agua.

### Condados adyacentes
- Condado de Stewart (norte)
- Condado de Webster (noreste)
- Condado de Terrell (este)
- Condado de Calhoun (sureste)
- Condado de Clay (suroeste)
- Condado de Quitman (Oeste)

## Demografía
Según el censo de 2000, había 7791 personas, 2909 hogares y 1972 familias residiendo en la localidad. La densidad de población era de 7 hab./km². Había 3402 viviendas con una densidad media de 3 viviendas/km². El 38.94% de los habitantes eran blancos, el 59.47% afroamericanos, el 0.35% amerindios, el 0.18% asiáticos, el 0.12% isleños del Pacífico, el 0.51% de otras razas y el 0.44% pertenecía a dos o más razas. El 1.18% de la población eran hispanos o latinos de cualquier raza.
Los ingresos medios por hogar en la localidad eran de $22 004, y los ingresos medios por familia eran $30 278. Los hombres tenían unos ingresos medios de $27 033 frente a los $20 394 para las mujeres. La renta per cápita para el condado era de $11 809. Alrededor del 27.70% de la población estaban por debajo del umbral de pobreza.

## Transporte

### Principales carreteras
- U.S. Route 27
- U.S. Route 82
- SR 41
- SR 216
- SR 266

## Localidades
- Coleman
- Cuthbert
- Shellman